# دهستان دامنکوه (دامغان)
دهستان دامنکوه نام دهستانی در بخش مرکزی شهرستان دامغان، استان سمنان در ایران است. براساس سرشماری مرکز آمار ایران در سال ۱۳۸۵، جمعیت آن ۴۲۷۸ نفر (۱۲۹۸ خانوار) بوده‌است.